# Darwin’s Game
Darwin’s Game (jap. ダーウィンズゲーム Dāwinzu gēmu) – manga napisana i zilustrowana przez duet FLIPFLOPs, publikowana na łamach magazynu „Bessatsu Shōnen Champion” wydawnictwa Akita Shoten od grudnia 2012 do października 2023. Na jej podstawie studio Nexus wyprodukowało serial anime, który emitowano od stycznia do marca 2020.

## Fabuła
17-letni uczeń drugiej klasy liceum, Kaname Sudō, przyjmuje zaproszenie od znajomego do zagrania w grę mobilną o nazwie Darwin’s Game, nieświadomy, że wiąże się ona z walką na śmierć i życie. Każdy gracz otrzymuje Sigil, czyli zdolność różniącą się w zależności od osoby. Uwięziony w tej grze nieustannego morderstwa i podboju, Kaname postanawia ją ukończyć oraz odnaleźć i zabić mistrza gry.

## Bohaterowie

### Sunset Ravens
- Kaname Sudō (jap. 須藤 要 Sudō Kaname)

Seiyū: Yūsuke Kobayashi 
- Shuka Karino (jap. 狩野 朱歌 Karino Shuka)

Seiyū: Reina Ueda 
- Rein Kashiwagi (jap. 柏木 鈴音 Kashiwagi Rein)

Seiyū: Nichika Ōmori 
- Ryūji Maesaka (jap. 前坂 隆二 Maesaka Ryūji)

Seiyū: Taku Yashiro 
- Sui/Sōta (jap. スイ/ソータ)

Seiyū: Yumiri Hanamori 
- Liu Xuelan (jap. 劉 雪蘭)

Seiyū: Ai Kayano 
- Ichiro Hiiragi (jap. ヒイラギ イチロウ Hiiragi Ichirō)

Seiyū: Takehito Koyasu 

### Inni
- Hamada (jap. ハマダ)

Seiyū: Yūya Hirose 
- Kyōda (jap. キョウダ)

Seiyū: Chiaki Kobayashi 
- Shinozuka (jap. シノヅカ)

Seiyū: Fukushi Ochiai 
- Suzune Hiiragi (jap. ヒイラギ 鈴音 Hiiragi Suzune)

Seiyū: Konomi Kohara 
- Banda-kun (jap. バンダ君)

Seiyū: Eiji Takemoto 
- Wang (jap. 王 Wān)

Seiyū: Yoshitsugu Matsuoka 
- Keiichi (jap. ケーイチ)

Seiyū: Ryūichi Kijima 

## Manga
Seria była publikowana w magazynie „Bessatsu Shōnen Champion” wydawnictwa Akita Shoten od 12 grudnia 2012 do 12 października 2023. Jej rozdziały zostały zebrane w 30 tankōbonach, wydawanych od 7 czerwca 2013 do 5 stycznia 2024.
| Nr | Data wydania (język japoński) | ISBN (język japoński)  |
| -- | ----------------------------- | ---------------------- |
| 1  | 7 czerwca 2013                | ISBN 978-4-253-22188-7 |
| 2  | 8 października 2013           | ISBN 978-4-253-22189-4 |
| 3  | 7 lutego 2014                 | ISBN 978-4-253-22190-0 |
| 4  | 8 lipca 2014                  | ISBN 978-4-253-22191-7 |
| 5  | 7 listopada 2014              | ISBN 978-4-253-22192-4 |
| 6  | 6 marca 2015                  | ISBN 978-4-253-22193-1 |
| 7  | 7 sierpnia 2015               | ISBN 978-4-253-22194-8 |
| 8  | 8 grudnia 2015                | ISBN 978-4-253-22195-5 |
| 9  | 6 maja 2016                   | ISBN 978-4-253-22196-2 |
| 10 | 7 października 2016           | ISBN 978-4-253-22197-9 |
| 11 | 6 stycznia 2017               | ISBN 978-4-253-22198-6 |
| 12 | 8 maja 2017                   | ISBN 978-4-253-22199-3 |
| 13 | 6 października 2017           | ISBN 978-4-253-22200-6 |
| 14 | 8 marca 2018                  | ISBN 978-4-253-22207-5 |
| 15 | 8 sierpnia 2018               | ISBN 978-4-253-22212-9 |
| 16 | 8 listopada 2018              | ISBN 978-4-253-22215-0 |
| 17 | 8 marca 2019                  | ISBN 978-4-253-22217-4 |
| 18 | 8 lipca 2019                  | ISBN 978-4-253-22218-1 |
| 19 | 6 grudnia 2019                | ISBN 978-4-253-22219-8 |
| 20 | 6 marca 2020                  | ISBN 978-4-253-22220-4 |
| 21 | 6 sierpnia 2020               | ISBN 978-4-253-22227-3 |
| 22 | 8 grudnia 2020                | ISBN 978-4-253-22230-3 |
| 23 | 7 maja 2021                   | ISBN 978-4-253-22318-8 |
| 24 | 8 września 2021               | ISBN 978-4-253-22319-5 |
| 25 | 7 stycznia 2022               | ISBN 978-4-253-22320-1 |
| 26 | 8 czerwca 2022                | ISBN 978-4-253-28211-6 |
| 27 | 8 grudnia 2022                | ISBN 978-4-253-28212-3 |
| 28 | 8 czerwca 2023                | ISBN 978-4-253-28213-0 |
| 29 | 7 września 2023               | ISBN 978-4-253-28214-7 |
| 30 | 5 stycznia 2024               | ISBN 978-4-253-28215-4 |

## Anime
Adaptacja w formie telewizyjnego serialu anime została zapowiedziana w 16. tomie mangi 8 listopada 2018. Seria została wyreżyserowana przez Yoshinobu Tokumoto, scenariusz napisał Shū Miyama, scenarzysta duetu FLIPFLOPs, projekty postaci wykonał Kazuya Nakanishi, a muzykę skomponował Kenichirō Suehiro. Animację wykonało studio Nexus. Serial był emitowany od 3 stycznia do 20 marca 2020 w Tokyo MX i innych stacjach. Motywem otwierającym jest „CHAIN” autorstwa ASCA, natomiast końcowym „Alive” w wykonaniu Mashiro Ayano.

## Odbiór
Do stycznia 2024 manga sprzedała się w nakładzie ponad 10 milionów egzemplarzy.